# Магнус Оркнейський
Святий Магнус Оркнейський, Магнус Ерлінґссон (англ. Magnus Erlendsson, Earl of Orkney, ? — 1116, Еґільсей, Оркнейські острови, північна Шотландія) — середньовічний католицький святий з Оркнейських островів (у ті часи норвезька колонія, заселена вікінгами).

## Життєпис

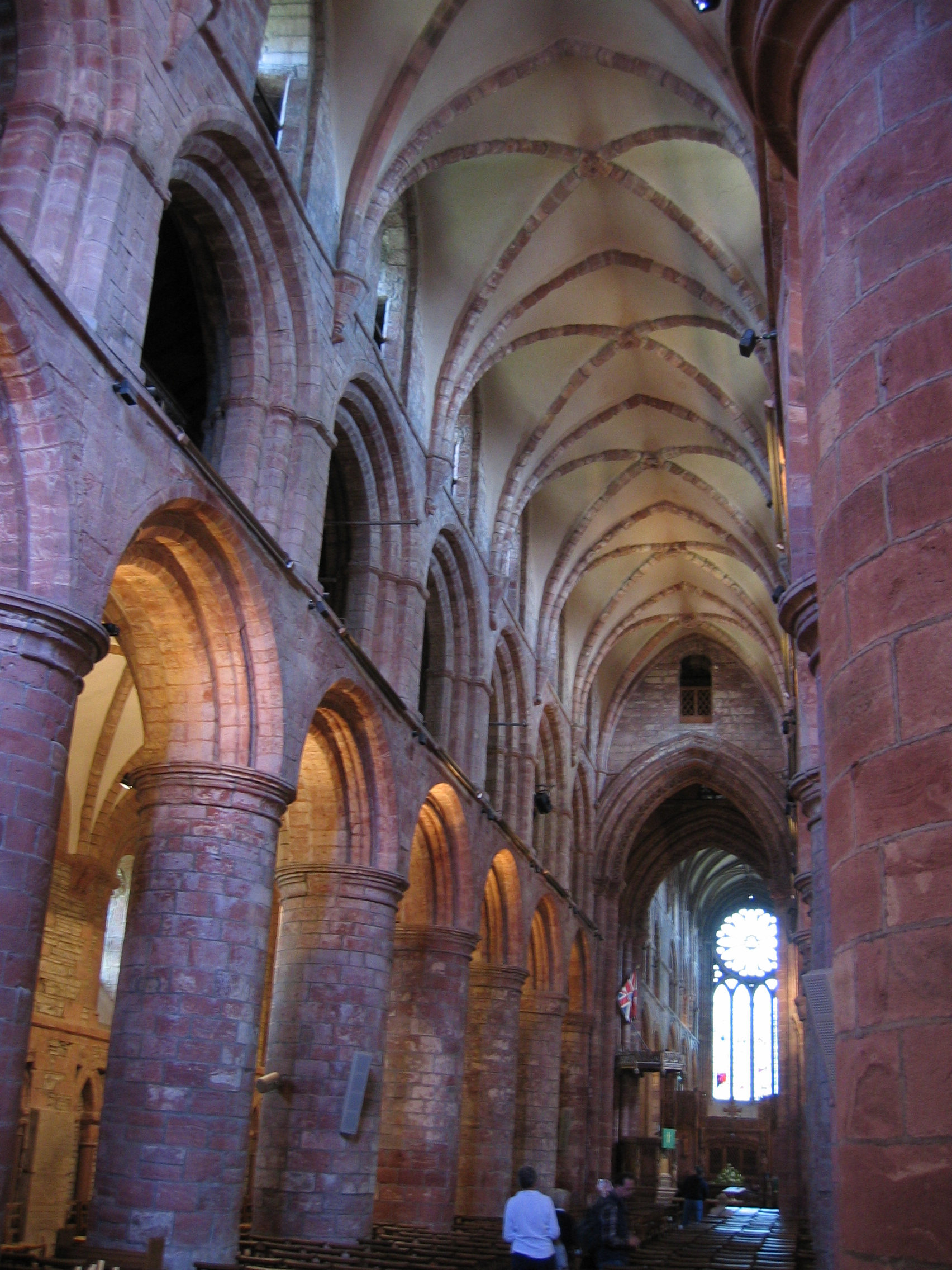
Інтер'єр кафедрального собору Святого Магнуса на Оркнейських островах.

Був сином Ерлінґа, правителя Оркнейських островів. Коли норвезький король Магнус Босий вдерся на Оркнейські острови, Магнус Ерлінґссон знайшов притулок у Малкольма III Шотландського та побожно жив деякий час у будинку єпископа. Після смерті короля Магнуса Босого, він повернувся на Оркнейські о-ви, де владу перейняв його двоюрідний брат Гаакон. Проте згодом Гаакон по-зрадницьки убив його, на острові Еґільсей.
З часом Магнус був похований у кафедральному соборі Кіркуолла, посвяченому на його честь. Також інші церкви носять його ім'я. Магнуса вшановували через його чесноти та побожність — він помер молячись за своїх ворогів. Його заступництву приписується багато чудес. Тогочасна сага, описуючи святого, зображує християнського героя серед язичників, переповнених насиллям.
День пам'яті 16 квітня.

## Джерело
- Donald Attwater with Catherine Rachel John. The Penguin Dictionary of Saints. Third Edition. London: Penguin Books, 1995. Ст. 233.